# Meistaradeildin 2013
De Meistaradeildin 2013 (vanwege sponsorbelangen ook Effodeildin) was het 71ste seizoen van het Faeröerse nationale voetbalkampioenschap, het tweede onder de naam Effodeildin naar energiebedrijf Effo. EB/Streymur trad dit seizoen aan als regerend landskampioen. Alle clubs bekampten elkaar op één seizoen drie keer. De competitie liep van maart tot en met oktober. Kampioen na 27 speelronden werd HB Tórshavn.

## Deelnemers
| Club            | Plaats       | Stadion        | Capaciteit | Trainer              |
| --------------- | ------------ | -------------- | ---------- | -------------------- |
| 07 Vestur       | Sørvágur     | á Dungasandi   | 2 000      | Piotr Krakowski      |
| AB Argir        | Argir        | Vikastadion    | 2 000      |                      |
| B36 Tórshavn    | Tórshavn     | Gundadalur     | 5 000      | Mikkjal Thomassen    |
| EB/Streymur     | Streymnes    | Við Margáir    | 2 000      |                      |
| HB Tórshavn     | Tórshavn     | Gundadalur     | 5 000      | Sigfríður Clementsen |
| ÍF Fuglafjørður | Fuglafjørður | Fløtugerði     | 3 000      | Flemming Christensen |
| KÍ Klaksvík     | Klaksvík     | Injector Arena | 3 000      | Páll Guðlaugsson     |
| NSÍ Runavík     | Runavík      | Við Løkin      | 2 000      | Pauli Poulsen        |
| TB Tvøroyri     | Tvøroyri     | Við Stórá      | 4 000      | Milan Kuljić         |
| Víkingur        | Norðragøta   | Serpugerði     | 3 000      | Jógvan Martin Olsen  |

## Tussenstand
|    | Club            | WG | W  | G  | V  | DV | DT | +/- | P  |                                                |
| -- | --------------- | -- | -- | -- | -- | -- | -- | --- | -- | ---------------------------------------------- |
| 1  | HB Tórshavn     | 27 | 16 | 6  | 5  | 68 | 34 | +34 | 54 | Eerste voorronde UEFA Champions League 2014/15 |
| 2  | ÍF Fuglafjørður | 27 | 14 | 7  | 6  | 55 | 48 | +7  | 49 | Eerste voorronde UEFA Europa League 2014/15    |
| 3  | B36 Tórshavn    | 27 | 12 | 10 | 5  | 48 | 35 | +13 | 46 | Eerste voorronde UEFA Europa League 2014/15    |
| 4  | NSÍ Runavík     | 27 | 13 | 6  | 8  | 54 | 47 | +7  | 45 |                                                |
| 5  | EB/Streymur     | 25 | 12 | 5  | 10 | 55 | 36 | +19 | 41 |                                                |
| 6  | Víkingur Gøta   | 27 | 12 | 5  | 10 | 41 | 42 | -1  | 41 |                                                |
| 7  | Argja Bóltfelag | 27 | 9  | 4  | 14 | 36 | 48 | -12 | 31 |                                                |
| 8  | KÍ Klaksvík     | 27 | 6  | 10 | 11 | 54 | 55 | -1  | 28 |                                                |
| 9  | TB Tvøroyri     | 27 | 5  | 8  | 14 | 27 | 48 | -21 | 23 | Degradatie naar 1. Deild                       |
| 10 | 07 Vestur       | 27 | 3  | 5  | 19 | 25 | 70 | -45 | 14 | Degradatie naar 1. Deild                       |

Nationale competities:
Albanië · Armenië · België · Bosnië en Herzegovina · Bulgarije · Cyprus · Denemarken · Duitsland · Engeland · Estland ('12 '13) · Faeröer ('12 '13) · Finland ('12 '13) · Frankrijk · Griekenland · Hongarije · Ierland ('12 '13) · IJsland ('12 '13) · Israël · Italië · Kazachstan ('12 '13) · Kroatië · Letland ('12 '13) · Litouwen ('12 '13) · Luxemburg · Montenegro · Nederland · Noorwegen ('12 '13) · Oekraïne · Oostenrijk · Polen · Portugal · Roemenië · Rusland · San Marino · Schotland · Servië · Slovenië · Slowakije · Spanje · Tsjechië · Turkije · Zweden · Zwitserland
Europese competities: Super Cup 2013 · Champions League · Europa League
Nationale competities:
Albanië · Andorra · Armenië · België · Bosnië en Herzegovina · Bulgarije · Cyprus · Denemarken · Duitsland · Engeland · Estland ('13 '14) · Faeröer ('13 '14) · Finland ('13 '14) · Frankrijk · Gibraltar · Griekenland · Hongarije · IJsland ('13 '14) · Ierland ('13 '14) · Israël · Italië · Kazachstan ('13 '14) · Kroatië · Letland ('13 '14) · Litouwen ('13 '14) · Luxemburg · Macedonië · Malta · Moldavië · Montenegro · Nederland · Noord-Ierland · Noorwegen ('13 '14) · Oekraïne · Oostenrijk · Polen · Portugal · Roemenië · Rusland · San Marino · Schotland · Servië · Slovenië · Slowakije · Spanje · Tsjechië · Turkije · Wales · Zweden · Zwitserland
Europese competities: Super Cup 2014 · Champions League · Europa League